# 日新化学研究所
株式会社日新化学研究所（にっしんかがくけんきゅうしょ）は大阪府高槻市に本社を置く、界面活性剤及び油剤の研究開発と製造・販売する企業である。
製紙用薬剤の製造・販売を主力に、繊維用薬剤・印刷用薬剤・化粧品の製造・販売などを展開する。

## 沿革
- 1931年（昭和6年）- 愛媛県川之江市（現在の四国中央市）に日新化学を創業
- 1953年（昭和28年）- 製紙用ピッチコントロールメソッド（NISSIN-PCM）の確立[2]
- 1955年（昭和30年）- 株式会社日新化学研究所を設立。大阪府高槻市に工場を建設し、本社を移転。
- 2013年（平成25年）- 「大阪ものづくり優良企業賞2014」及び「知的財産部門賞」を受賞[3]
- 2016年（平成28年）- 紙パルプ技術協会より「佐々木賞」を受賞[4]

## 事業所
- 高槻本社工場（大阪府高槻市）
- 川之江工場・営業所（愛媛県四国中央市）
- 北海道営業所（北海道苫小牧市）
- 東北研究所（宮城県仙台市）
- 東京営業所（東京都千代田区）
- 富士研究所（静岡県富士市）
- 関東出張所 (栃木県宇都宮市)
- 広島出張所（広島県廿日市市）

## メディア情報
- 雑誌「TIME」（アジア版）広告記事[5]
- 雑誌「これから伸びる近畿圏のカイシャ2024」[6]
- サンテレビ「トップの言魂」[7][8]
- MBSラジオ「日本一明るい経済電波新聞」[9][10]